# Boris Lukašík
Boris Lukašík (nacido el 24 de febrero de 1935 en Ružomberok, Checoslovaquia) es un exjugador eslovaco de baloncesto. Consiguió 1 medalla de bronce en el Europeo de Turquía 1959 con Checoslovaquia. Es el hermano de Dušan Lukašík.